# 八穀增十五
鹿豹座19，又名BD+64 536，HD 36570、SAO 13550、HR 1857，是鹿豹座的一颗恒星，视星等为6.15，位于銀經148.49，銀緯16.68，其B1900.0坐标为赤經5h 27m 34.2s，赤緯+64° 16.68′ 23″。